# Вітренюк Григорій Васильович
Вітренюк Григорій Васильович — новатор сільськогосподарського виробництва, кавалер ордена Леніна, заслужений працівник сільського господарства УРСР. Номінант енциклопедичного видання «Вони прославили Буковину».

## Біографія
Народився 1 січня 1933 року в с. Росошани Хотинського повіту Бессарабії, нині Хотинського району Чернівецької області. Служив у Радянській Армії. З відзнакою закінчив Кіцманський сільськогосподарський технікум. Працював на різних посадах у місцевому колективному господарстві. Очолював тваринницький комплекс.

## Відзнаки, нагороди
- Медаль "За доблесну працю".
- Орден Трудового Червоного Прапора.
- Орден Леніна.
- Почесне звання «Заслужений працівник сільського господарства УРСР».